# Граттаж

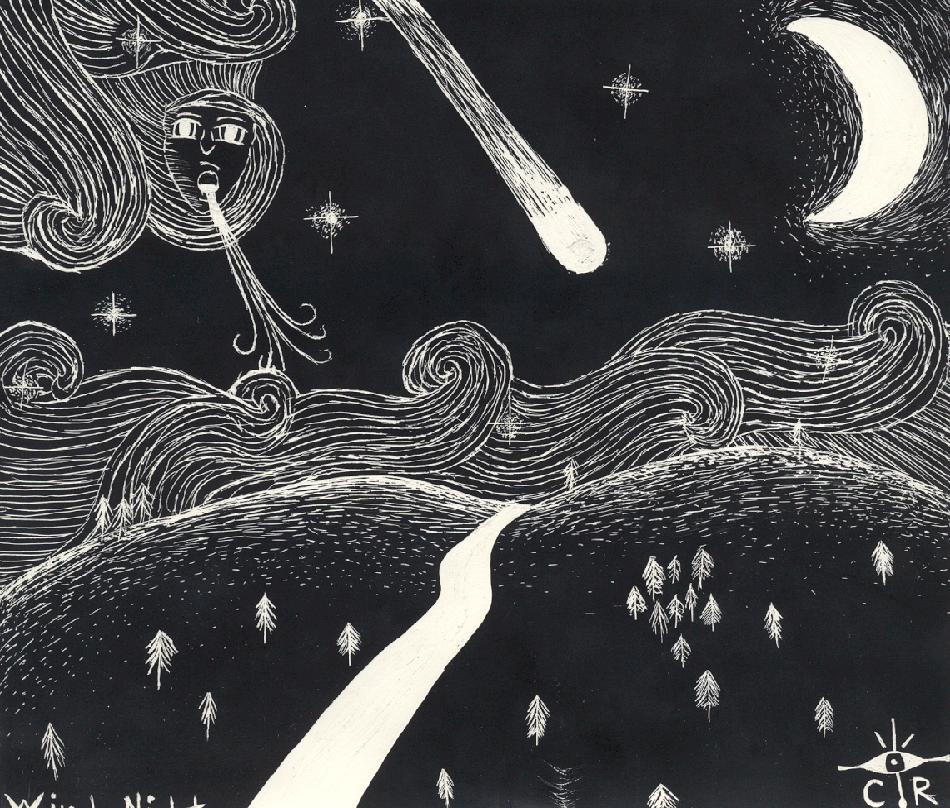

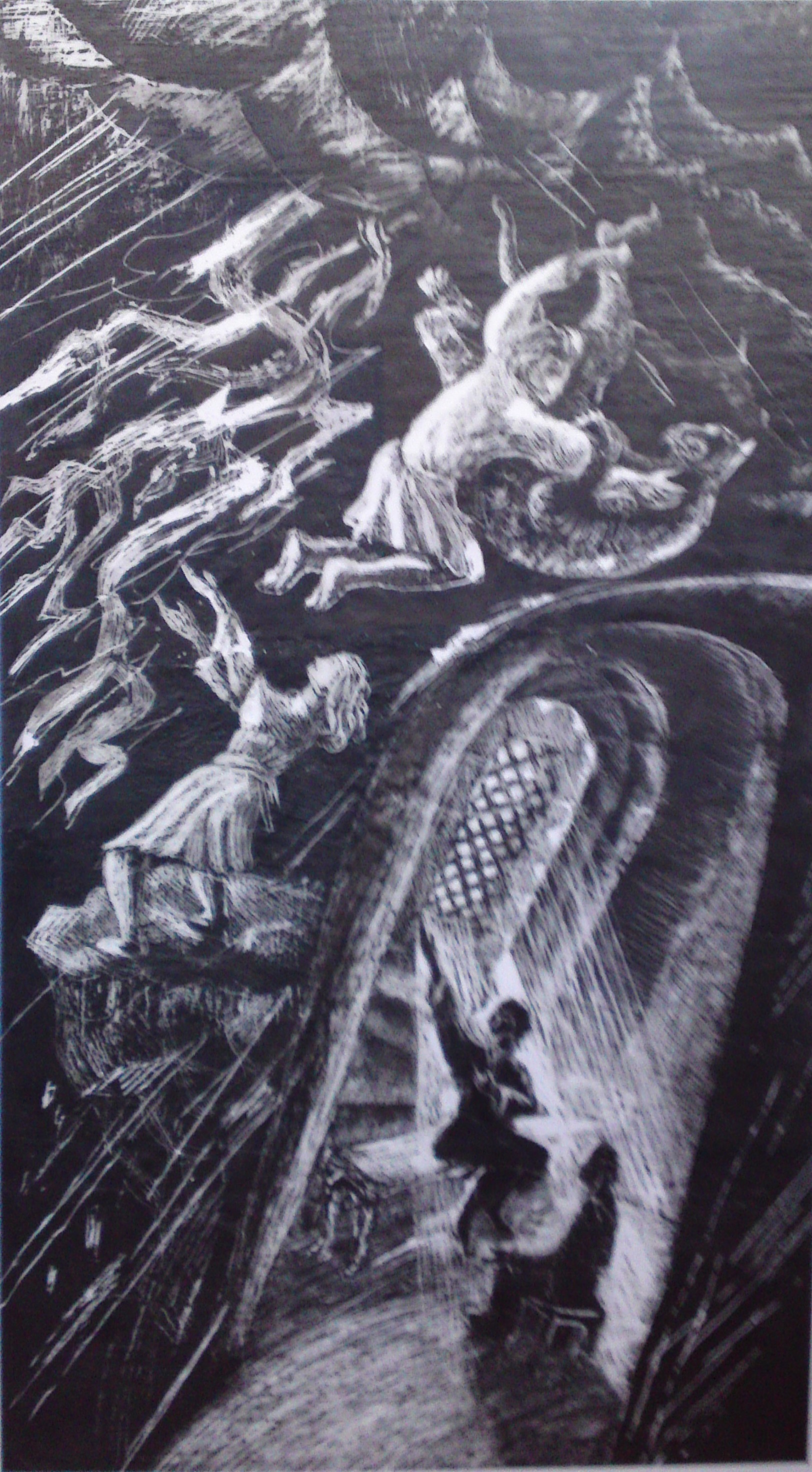
Пример работы в стиле граттаж.

Граттаж или граттография (фр. grattage, от gratter — «скрести», «царапать») — способ выполнения рисунка путём процарапывания пером или острым инструментом бумаги или картона, залитых тушью. Другое название техники — воскография. Произведения, выполненные в технике граттажа, отличаются контрастом белых или цветных линий рисунка и чёрного фона и похожи на ксилографию или линогравюру.

## История
Наибольший расцвет использования граттажа пришёлся на начало XX века. В России технику граттографии впервые использовал М. В. Добужинский в своих работах 1920-х годов, создавая фантастические, повышенно экспрессивные произведения. К граттажу обращалась литовская художница, график Д. К. Тарабильдене (1912—1985), в частности, использовав эту технику при работе над иллюстрациями к книге «Сто народных баллад».
В наши дни некоторые графики также обращаются к технике граттажа, например немецкий график-иллюстратор Лайн Ховен.

## Техника
Чтобы облегчить удаление туши с поверхности бумаги или картона, его перед заливкой тушью покрывают слоем воска (парафина). Чтобы тушь не собиралась в капли на восковой поверхности её смешивают с мылом (мыльным раствором). Иногда бумагу предварительно тонируют красками, что придает последующему рисунку более живой вид.Также иногда вместо воска (парафина) используется масляная пастель: бумагу (картон) натирают пастелью до полного закрашивания и покрывают тёмной краской, после чего процарапывают нужный рисунок.